# Cirrhochrista fuscusa
Cirrhochrista fuscusa is een vlinder uit de familie van de grasmotten (Crambidae), uit de onderfamilie van de Spilomelinae. De wetenschappelijke naam van deze soort is voor het eerst voorgesteld door Fuqiang Chen, Shimei Song en Chunsheng Wu in een publicatie uit 2006.
De soort komt voor in Bhutan, China, Taiwan en Cambodja.